# Zsiráf csillagkép

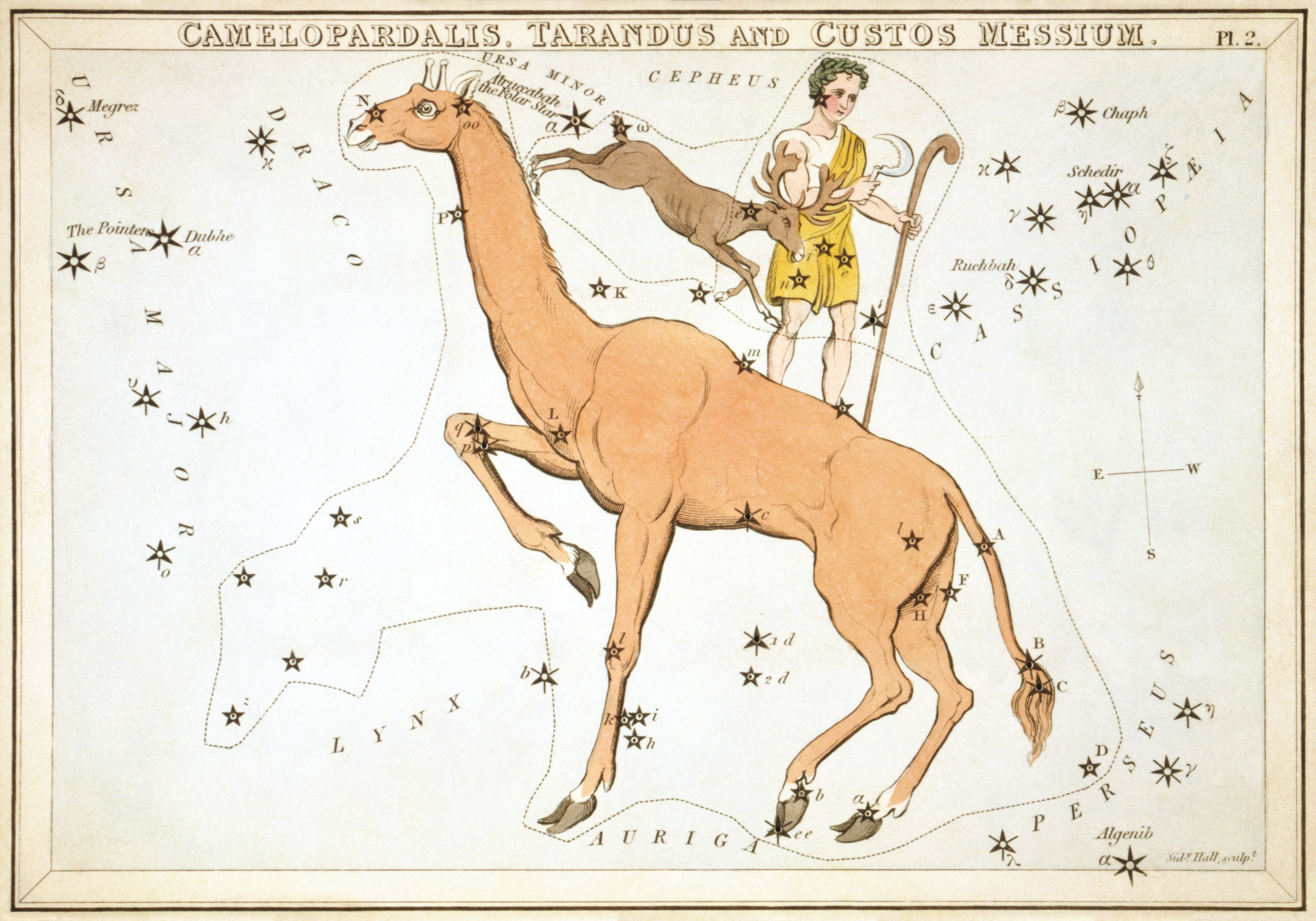
A Zsiráf csillagkép

A Zsiráf (latin: Camelopardalis) egy csillagkép, közel az Északi Pólushoz. Nagy kiterjedése ellenére nem feltűnő. Másik ismert neve: Camelopardus.

## Története, mitológia
A csillagképet 1613-ban vezette be Petrus Plancius. A görögök egy teve fejű foltos leopárdnak nézték ezt a konstellációt. Jakob Bartsch vagy Jakobus Batrschius (1600-1633) 1624-ben az Usus astronomicus planisphaerium Argentinae című művében Zsiráfnak nevezte el, és így nevezzük ma is.

## Látnivalók

### Csillagok
- Alfa Camelopardalis: 4m3 magnitúdós, kékesfehér színű szuperóriás csillag, mintegy 6000 fényév távolságra a Földtől
- Béta Camelopardalis: a csillagkép legfényesebb tagja, 4m-s, sárga szuperóriás. Tőle távol van egy 9m-s társa, amely már látcsővel is észlelhető
- 32 Camelopardalis vagy Struve 1964, illetve Σ 1964: kis távcső segítségével megfigyelhető, ötöd- és hatodrendű csillagpár
- T Camelopardalis: Mira típusú változócsillag

### Mélyég-objektumok
- IC 342 spirálgalaxis
- NGC 1502: 15 csillagból álló, látcsővel is megfigyelhető nyílthalmaz, melynek a közepén kis nyílású teleszkóppal két kettőscsillag fedezhető fel, az egyik pár hatod-, a másik pedig kilencedrendű.

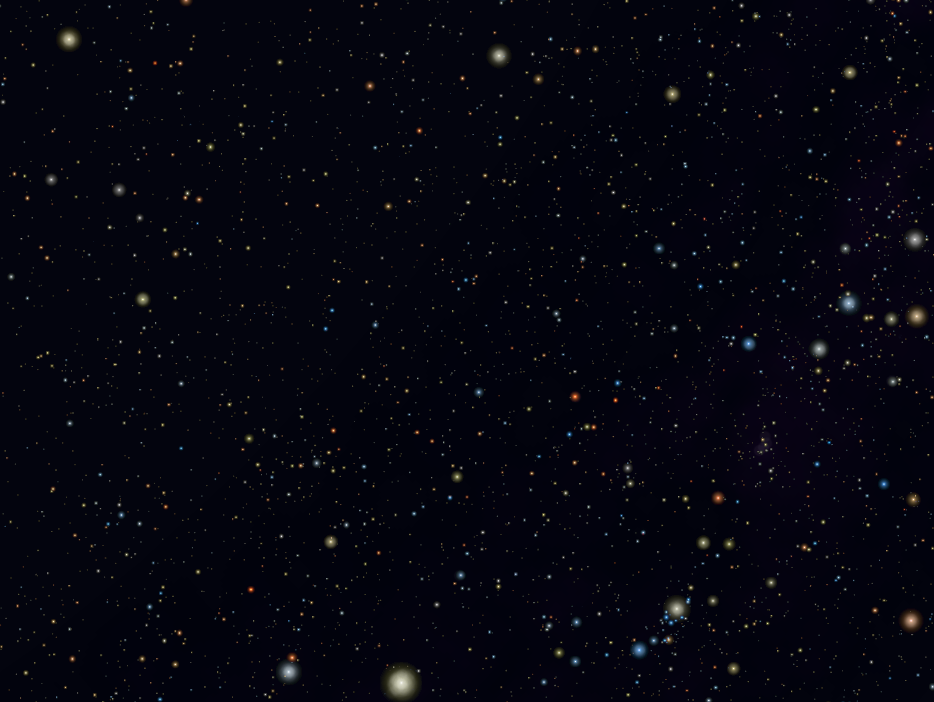

- NGC 2403 spirálgalaxis

## Fordítás
- Ez a szócikk részben vagy egészben  a   Camelopardalis című angol Wikipédia-szócikk fordításán alapul.  Az eredeti cikk szerkesztőit annak laptörténete sorolja fel. Ez a jelzés csupán a megfogalmazás eredetét és a szerzői jogokat jelzi, nem szolgál a cikkben szereplő információk forrásmegjelöléseként.